# François-Henri Désérable
François-Henri Désérable (Amiens, 1987. február 6. –) francia író, egykor profi jégkorongozó.

## Jégkorongkarrier

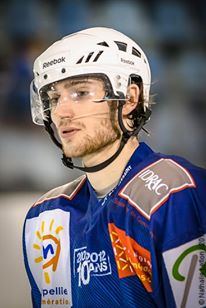
Désérable 2013-ban a Montpellier Vipersszel

François-Henri Désérable profi jégkorongozó is volt.
2002–2003-ban a Wayzata High School csapatában játszott, az amerikai Minnesota államban.
A Gothiques d'Amiens junior csapatával 2007-ben megnyerte a francia junior bajnokságot, majd 2008-ban debütált a felnőttek között a lyoni LHC Les Lions csapatában. 2011 áprilisában segített a Lionsnak bejutni a francia D2-es bajnokság döntőjébe, ezzel feljutott a Division 1-be. Ugyanebben az évben beválasztották a Lions du Sport döntősei közé a legjobb lyoni sportoló kategóriában.
Ezt követően két szezont a Montpellier Vipersben játszott, azután Párizsba költözött, ahol még egy szezont a Français Volantsban játszott, majd 2016-ban, 29 évesen letette a korcsolyáját.

## Könyvei
- Tu montreras ma tête au peuple – Éditions Gallimard(wd), 2013, ISBN 978-2-07-013987-3
- Évariste – Gallimard, 2015, ISBN 978-2-07-014704-5
- Un certain M. Piekielny – Gallimard, 2017, ISBN 9782072741418
- Mon maître et mon vainqueur – Gallimard, 2021, ISBN 9782072900945
- L'usure d'un monde – Gallimard, 2023, ISBN 9782073026163

### Magyarul megjelent
- Egy bizonyos Piekielny úr. Regény (Un certain M. Piekielny) – Ab Ovo, Budapest, 2021 · ISBN 9786155353697 · Fordította: Pataki Pál
- Én uram és legyőzőm (Mon maître et mon vainqueur) – 21. Század Kiadó, 2025 · Fordította: Jancsó Júlia, N. Kiss Zsuzsa

## Fordítás
- Ez a szócikk részben vagy egészben  a   François-Henri Désérable című angol Wikipédia-szócikk fordításán alapul.  Az eredeti cikk szerkesztőit annak laptörténete sorolja fel. Ez a jelzés csupán a megfogalmazás eredetét és a szerzői jogokat jelzi, nem szolgál a cikkben szereplő információk forrásmegjelöléseként.